# Hemihyalea hidalgonis
Hemihyalea hidalgonis är en fjärilsart som beskrevs av Dyar 1916. Hemihyalea hidalgonis ingår i släktet Hemihyalea och familjen björnspinnare. Inga underarter finns listade i Catalogue of Life.